# Abia Akram
Abia Akram, née vers 1985 au Pakistan, est une militante pour les droits des handicapés. Après s'être rendu compte du manque de connaissance de ses professeurs sur la question du handicap, elle s'engage dans des organisations, notamment Handicap International et l'UNICEF. Elle fonde plusieurs groupes de travail, et préside le partenariat global de l'UNICEF pour les enfants handicapés. En 2021, elle fait partie des 100 femmes les plus influentes de l'année sélectionnées par la BBC.

## Biographie
Née au Pakistan vers 1985, Abia Akram grandit avec sa famille à Islamabad,. Elle naît avec une forme génétique de rachitisme et est aujourd'hui en fauteuil roulant,. D'abord élève dans une école spécialisée pour enfants handicapés, elle intègre une école normale où elle obtient son diplôme avec les honneurs,. Son passage par cette école lui fait réaliser le manque de connaissance des professeurs sur le handicap, et les difficultés que rencontrent les enfants handicapés, qualifiés de « spéciaux » et pour lesquels il n'est prévu aucun aménagement.
En 1997, elle commence à s'investir dans des organisations d'aide aux personnes handicapées et fonde le National Forum for Women with Disabilities,. Elle devient membre de Handicap International et met en place un groupe de travail, la Ageing and Disability Task Force, une coalition de douze organisations qui œuvre pour rendre visible la question de la vieillesse et du handicap au sein des agences humanitaires. Lors des inondations de 2010 au Pakistan, Akram joue un rôle central au sein de ce groupe de travail, pour s'assurer qu'une prise en charge adaptée des personnes handicapées est prévue dans le protocole humanitaire de l'ONU.
Akram est considérée comme une figure majeure du mouvement pour les droits des personnes handicapées, au Pakistan comme ailleurs en Asie. Elle fonde et dirige le Forum National des Femmes Handicapées du Pakistan (National Forum of Women with Disabilities),. Elle est aussi fondatrice du Special Talent Exchange Program et de l'Asia Pacific Women with Disabilities United, coordinatrice pour Disables Peoples' International dans la région Asie-Pacifique, et présidente du partenariat global de l'UNICEF pour les enfants handicapés. Elle la première femme pakistanaise, ainsi que la première femme handicapée, à être nommée coordinatrice du Commonwealth Young Disabled People's Forum's.
En 2011, elle obtient un Master of Arts en genre et développement international à l'Université de Warwick, et dirige des travaux de recherche au Japon. Elle est nommée dans la liste des 100 femmes de l'année par la BBC, en 2021.